# Sigismund von Österreich (1826–1891)

Erzherzog Sigismund, Lithographie von Adolf Dauthage, 1856

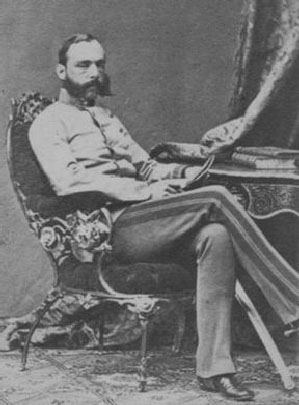
Erzherzog Sigismund von Österreich

Sigismund Leopold Rainer Maria Ambrosius Valentin von Österreich (* 7. Jänner 1826 in Mailand; † 15. Dezember 1891 in Wien) aus dem Haus Habsburg-Lothringen war ein Erzherzog von Österreich und kaiserlich-österreichischer Feldmarschallleutnant.

## Leben
Sigismund war ein Sohn des Erzherzogs Rainer (1783–1853), Vizekönigs der Lombardei aus dessen Ehe mit Maria Elisabeth (1800–1856), Tochter des Prinzen Karl Emanuel von Savoyen-Carignan. Väterlicherseits war er ein Enkel von Kaiser Leopold II.
In kaiserlich-österreichischen Militärdiensten erreichte Sigismund den Rang eines Feldmarschallleutnant und Inhabers des Infanterie-Regiments Nr. 45. Im Jahr 1859 gelangte Sigismund in den Besitz von Schloss Gmünd. Als passionierter Botaniker und Dendrologe ließ er hier Orchideen- und Palmenhaus sowie einen großzügigen Landschaftspark anlegen.
Sigismund starb unverheiratet und kinderlos in Wien und wurde in einem eigenen Mausoleum auf dem Friedhof Gmünd bestattet.

## Auszeichnungen
Er war Ritter des Ordens vom Goldenen Vlies, des russischen Alexander-Newski-Ordens, des Ordens vom Weißen Adler und des Russischen Ordens der Heiligen Anna erster Klasse.